# چاشت خور
چاشت خور، روستایی از توابع بخش مرکزی شهرستان ارسنجان در استان فارس ایران است.

## جاذبه‌های گردشگری
' ایوان قدمگاه بنایی مربوط به دوره هخامنشی (یا کمی بعد از دورهٔ هخامنشی) است در نزدیکی روستای چاشت خوار واقع شده است.

## جمعیت
این روستا در دهستان شورآب قرار دارد و براساس سرشماری مرکز آمار ایران در سال ۱۳۸۵، جمعیت آن ۲۶۰ نفر (۶۱خانوار) بوده‌است.